# Президентські вибори у США 1924
Президентські вибори в США 1924 року проходили 4 листопада. На них президент-республіканець Калвін Кулідж, що зайняв цей пост після смерті Гардінга, легко переміг та знову став президентом. Цьому значно допомогли економічний підйом, що почався в попередні роки, а також розкол серед демократів. Тоді як консервативне крило Демократичної партії висунуло в кандидати маловідомого колишнього конгресмена та дипломата Джона Дейвіса з Західної Вірджинії, ліберальна фракція підтримувала сенатора Роберта Ла Файета, висунутого від Прогресивної партії. Це були перші вибори, в яких змогли взяти участь американські індіанці, що стали повноправними громадянами.

## Вибори

### Кампанія

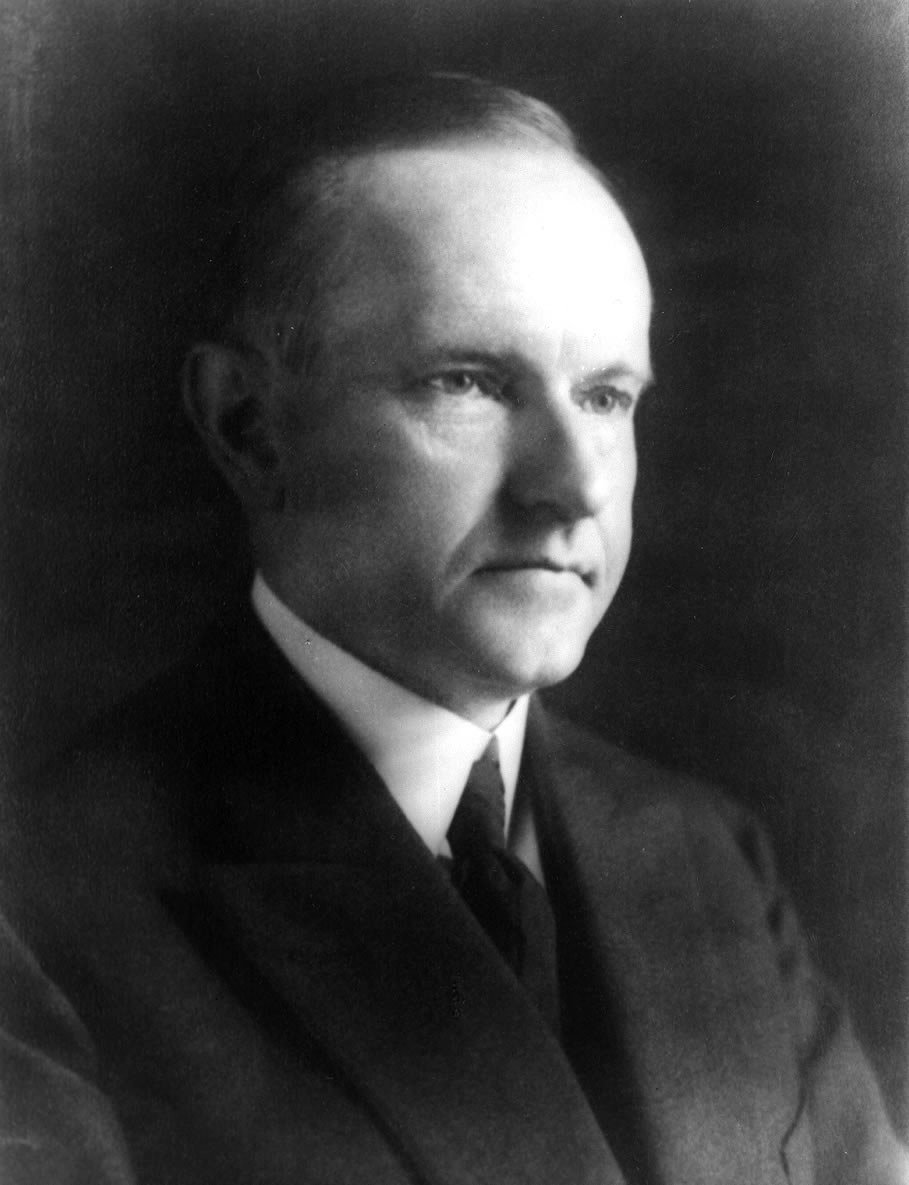
На виборах 1924 року Калвін Кулідж був обраний президентом США.

Демократична національна конвенція викликала катастрофічний розкол серед демократів, що призвело до підтримки частиною демократів кандидата від Прогресивної партії. У результаті результат виборів був вирішений наперед. Демократ Дейвіс зміг здобути перемогу лише в штатах Півдня, які традиційно з громадянської війни були строго за демократів, і малонаселеній Оклахомі. Сенатор Лафайєт від Прогресивної партії переміг у своєму рідному штаті Вісконсин. Республіканець Кулідж отримав на 25 % більше голосів, ніж Дейвіс та навіть вперше за багато років (і дотепер в останній раз) переміг у місті Нью-Йорк.

### Результати
| Кандидат          | Партія                 | Виборці    | Виборці | Виборники |
| Кандидат          | Партія                 | Кількість  | %       | Виборники |
| ----------------- | ---------------------- | ---------- | ------- | --------- |
| Калвін Кулідж     | Республіканська партія | 15 723 789 | 54,0 %  | 382       |
| Джон Вільям Девіс | Демократична партія    | 8 386 242  | 28,8 %  | 136       |
| Роберт Лафолет    | Прогресивна партія     | 4 831 706  | 16,6 %  | 13        |
| Герман Феріс      | Prohibition            | 55 951     | 0,2 %   | 0         |
| Вільям З. Фостер  | Комуністична партія    | 38 669     | 0,1 %   | 0         |
| Гілберт Нейшенз   | Американська партія    | 24 325     | 0,1 %   | 0         |
| інші              |                        | 60 750     | 0,2 %   | 0         |
| Усього            | Усього                 | 29 121 432 | 100 %   | 531       |